# Epixanthoides anomalus
Epixanthoides anomalus is een krabbensoort uit de familie van de Oziidae. De wetenschappelijke naam van de soort is voor het eerst geldig gepubliceerd in 1935 door Balss.